# Árpád Orbán
Árpád Orbán (Győr, 14 marzo 1938 – Győr, 26 aprile 2008) è stato un calciatore ungherese, di ruolo centrocampista.

## Carriera

### Club
Ha sempre giocato nel campionato ungherese.

### Nazionale
Ha vinto l'oro olimpico nel 1964.